# Cachoeirinha (distrito de São Paulo)
Cachoeirinha é um distrito localizado na Zona Norte do município de São Paulo. Também é conhecido como Vila Nova Cachoeirinha, nome de um bairro do distrito, que foi posteriormente abreviado no uso popular.
O distrito é dividido em 24 bairros, são eles: Vila Nova Cachoeirinha; Vila Cachoeirinha; Vila P Rosa Branca; Vila dos Andrades; Vila Celeste; Vila Paulo Raveli; Vila Roque; Vila Rita; Jardim Nossa Sra. da Consolata; Jardim Imirim; Vila Amélia; Sítio Casa Verde; CPO. da Água Branca; Jardim Centenário; Vila Angélica; Vila Dionísia; Vila Continental; Vila Amália; Vila Bela Vista: Jardim Ceci; Jardim Santa Cruz; Jardim Peri; Jardim Peri Novo; Jardim Antártica.
A Serra da Cantareira ocupa todo extremo norte do distrito.
Segundo um levantamento de 2016, cerca de 22% das casas da Cachoeirinha estão em favelas, o que representa cerca de 11 mil moradias do distrito.
Um dos bairros do distrito, o Jardim Peri é conhecido por ser onde cresceu o futebolista Gabriel Jesus.

## História
O distrito de Cachoeirinha tem sua data de aniversário oficial no dia 5 de agosto de 1933 – a mesma da fundação da Associação Nipo-Brasileira, a primeira organização popular local e que foi criada por antigos donos de chácaras, de origem nipônica, com o objetivo de organizar e unir a população local e preservar a sua cultura.

### Cachoeira
A história de uma localidade revela aspectos interessantes e elucidativos que explicam a atualidade. O nome da Cachoeirinha, por exemplo, deve-se ao fato de ter existido uma cachoeira que foi soterrada para dar passagem à Avenida Inajar de Souza, e que servia como área de lazer e de piquenique para os moradores.

### Riacho
Moradores antigos consultados lembraram que existia, onde é hoje o Largo do Japonês, um riacho que desembocava mais à frente, onde hoje passa a Avenida Inajar de Souza (córrego Cabuçu). Perto da Maternidade existiam lagos e a Cachoeirinha, que atraía muita gente nos finais de semana. No percurso do Rio Cabuçu Baixo existiu a Cachoeira; as pedras foram cortadas para a construção da Avenida Inajar de Souza, o que representava toda extensão do Rio Cabuçu Baixo. O local da existência da cachoeira atual é próximo do Hospital Maternidade Cachoeirinha, onde existe parte da continuidade da pedra, a qual fazia parte da cachoeira, ou seja, a queda de águas pluviais do Rio Cabuçu Baixo. Este local é divisa entre Cachoeirinha e Limão.

### Primeiro loteamento
O primeiro loteamento da Cachoeirinha teve início em junho de 1941. Um dos primeiros terrenos vendidos foi o da esquina das hoje denominadas avenidas Deputado Emílio Carlos e Imirim, mas já havia por ali um núcleo de moradores, arrendatários e trabalhadores das chácaras, que plantavam batatas e hortaliças.

### Comércio e serviços
| Classe A | 1 %  |
| Classe B | 26 % |
| Classe C | 63 % |
| Classe D | 9 %  |
| Classe E | 1 %  |

Por volta de 1944 nasceu no Largo do Japonês a primeira casa comercial da região, e pertencente à família de imigrantes Sugiyama. Outra antiga "venda", como eram conhecidos os mercadinhos daquela época, foi a de Shigheioshi Otiai, no largo da Parada (onde funcionou o Supermercado Otiai). Surgia ainda por volta de 1950 o primeiro Salão de Barbeiro da região, na Rua Maresias, 227, fundada pelo Sr Ernesto Gonçalves (1899-1968), filho de Imigrantes Portugueses e que morava na Rua Valquíria, 188, rua do Cartório de Registro Civil. Próximo ao Largo do Japonês, estão presentes lojas de grandes redes, como Marabraz, Casas Bahia, Extra Eletro, Magazine Luiza e Besni e lanchonetes das redes McDonald's e Habib's. Indo em direção ao Horto Florestal há ainda o Hipermercado Andorinha. Acompanhando toda movimentação do comércio local, a região é servida por várias agências bancárias.
Na saúde pública, a região é atendida pelo Hospital Geral de Vila Nova Cachoeirinha e pelo Hospital Municipal Maternidade Escola. Fundado em 1972, o Hospital Maternidade-Escola de Vila Nova Cachoeirinha é considerado referência nacional no atendimento à Saúde da Mulher, da Gestante e do Recém Nascido de Alto Risco, atendendo uma média de 3.700 pacientes por mês. 

### Nipônicos
A região da Cachoeirinha tem forte ligação com a colônia japonesa, ali presente bem antes da região ser loteada. Só a Associação Cultura Esportiva Nipo-Brasileira, sediada na Avenida General Penha Brasil, tem muitos anos de atividades. Foi fundada em 1933, pelas famílias Otiai, Fujihara, Okuyama, Tabusi, Oshimoto, Omae, Tanaka, Yoshita, Kodato, Sato, Ishimoto e Fumura. O primeiro presidente foi Kishi Sodato, tendo como vice Okuyama Shogoro.
Há 13 anos foi reunido no Clube Nipo-Brasileiro pelo editor deste jornal, Célio Pires, seis filhos dos imigrantes japoneses pioneiros. Noriyochi Fukuiya, Sozi Omae, Tyoki Yara, Takeyoshi Yamashita, Nelson Otiai e Schigueyoshi Yamashita. Eles lembraram o tempo de criança, quando a Vila Nova Cachoeirinha "era só mato" e eles tinham que ir a pé até o bairro do Limão para estudar.
"Eram mais de cinco quilômetros para ir e outro tanto para voltar, todos os dias, e a gente tinha a idade de oito anos, não havia outra opção", lembrou Kozi Omae.
Durante a época da Segunda Guerra Mundial, os pequenos japoneses eram perseguidos e xingados por outras crianças no caminho, enfrentando a ignorância e o preconceito existente então contra "japoneses". Tyoki Yara disse que agora a situação é outra, "é reconhecido o valor dos japoneses e essa é a nossa pátria, não tem outra".
Todos eles fizeram questão de destacar as dificuldades sofridas por suas famílias nos primeiros anos de Brasil e a obstinação dos imigrantes pelo trabalho e pela ordem. A força de vontade foi tão grande, disse Tyoki Yara, "que não existia nenhum analfabeto entre os filhos dos imigrantes, apesar de termos que andar mais de 10 quilômetros diários para irmos á escola".
Noriyochi Fukuiya, que na época era presidente da Associação Nipo-Brasileira, disse que o clube levava adiante as propostas iniciais dos fundadores e antecessores: a preservação da cultura tradicional japonesa, através de atividades culturais e esportivas, como ensino do idioma japonês, formação de equipes de vôlei, futebol de salão, tênis de mesa e judô.
A associação foi fundada em 1933 e a nova sede tem dois andares, com 530 m² de área construída; foi inaugurada em 1985, durante a gestão de Kozi Omae, filho de Gunzaburo Omae, um dos fundadores.

### Crescimento urbano
Atualmente, o distrito apresenta um forte crescimento na atividade econômica, tendo atraído a presença de grandes redes varejistas como Casas Bahia, Magazine Luiza e Besni, assim como bancos e financeiras, além de já contar com a presença do Supermercado Andorinha (que também abriga um shopping center) e redes de fast-food como o Mc Donalds e Giraffas. Devido a essas facilidades em comércios e serviços, o distrito tem atraído também vários empreendimentos imobiliários nos últimos anos, o que tem contribuído para a verticalização da região, fenômeno este que já havia sido observado décadas atrás em outros distritos mais tradicionais de São Paulo.
Embora o crescimento tenha trazido uma melhora no perfil sócio econômico dos moradores da Vila Nova Cachoeirinha, por outro lado tem sido uma das razões do aumento no tráfego de veículos na região, tornando frequentes os congestionamentos em horários de pico, sobretudo na Avenida Parada Pinto e nos cruzamentos com outras vias importantes, como por exemplo as ruas Conselheiro Moreira de Barros, Domingos José Sapienza e Said Saad; estas ruas são rotas importantes de ônibus dos moradores que saem ou se dirigem ao Jardim Pery, Cohab Antartica, Pedra Branca e outras localidades mais próximas a Serra da Cantareira.
O crescimento populacional do distrito, aliado à oferta de serviços e comércios do Largo do Japonês, também tem sido um dos responsáveis pelo aumento do fluxo de pedestres e consequente demanda por serviços de transportes. Atualmente, tal demanda é atendida nos limites da capacidade em horários de pico pelo Terminal Cachoeirinha.
É classificado pelo CRECI como "Zona de Valor E", assim como outros distritos da capital: Campo Limpo, Brasilândia e Itaim Paulista.

#### Rodoanel Norte
O trecho norte do Rodoanel cortará o extremo norte de Cachoeirinha, principalmente na região da Pedra Branca, Cohab Antártica e no pé da Serra da Cantareira, que antes de inaugurar já provoca nítidas mudanças urbanísticas e paisagísticas na região, pois já há uma notável expansão imobiliária (em alguns trechos ilegais) em regiões próximas da via, mesmo que não haverá até então uma conexão direta com o Rodoanel apesar da importância viária da Avenida Inajar de Souza, que poderia virar uma conexão rápida de moradores da região central a esta rodovia.

#### Metrô
Dentre os planos de expansão do Metrô, foi apresentado na gestão do governador José Serra um plano para construção de uma nova linha de Metrô, partindo da Vila Nova Cachoeirinha em direção ao bairro da Lapa, fazendo interligações com estações da CPTM e outras linhas metroviárias. O projeto inicial previa a utilização de veículos do tipo Monotrilho, que circulariam em trilhos aéreos a serem construídos sobre a Avenida Inajar de Souza. Na ocasião de seu anúncio, havia a expectativa da entrega até 2014, ano em que o Brasil sediaria a Copa do Mundo.
No entanto, com a entrada do governador Geraldo Alckmin, tal projeto foi abandonado e novos estudos foram contratados para três novas linhas na zona norte além da linha 6 que ligará a Estação Brasilândia à Estação São Joaquim. Em uma delas, a futura linha 16, são previstas estações para ligar a região da Vila Nova Cachoeirinha ao Ipiranga, via Casa Verde e Luz. As outras duas são a linha 19, que deve passar pela Vila Maria, ligando Guarulhos até Campo Belo na zona sul, e a linha 23, que deve ligar a Lapa à Rodovia Presidente Dutra, cruzando a Zona Norte paralelamente à Marginal Tietê. No momento, as licitações foram abertas para os projetos iniciais e não há previsão para o início das obras, mas sabe-se que deve demorar.
Quando a obra metroviária estiver em estágio avançado, haverá outra onda de expansão e valorização imobiliária até de maior impacto que o Rodoanel Norte, principalmente na Avenida Inajar de Souza, o que poderá transformar radicalmente a região, como ocorreu com a região da Avenida Cruzeiro do Sul na região de Santana, que começou nos anos 1970 e que persiste até os dias atuais.

## Demografia
Evolução demográfica do distrito de Cachoeirinha

## Lazer e cultura
O distrito tem como vizinho o Parque Estadual Alberto Löfgren, mais conhecido como Horto Florestal. Apesar de localizado em área urbana, o parque mantém extensas áreas de Mata Atlântica, constituindo uma importante referência para a população da Zona Norte da Capital. A biodiversidade do parque é rica e representativa, possui importantes coleções arbóreas e inúmeras espécies exóticas como eucalipto, pinheiro-do-brejo com suas raízes esculturais (algumas centenárias) e nativas como o pau-brasil, carvalho-nacional, pau-ferro, jatobá entre outras. É comum observar bandos de tucanos, maritacas, jacus, capivaras, esquilos, bugios, macacos-prego, garças, socó, mergulhões. Há lagos e bicas d’água potável que brotam de seu solo, além de belas alamedas, oferecendo ao visitante um acolhedor espaço para práticas esportivas, piqueniques ou uma simples caminhada, respirando ar puro, ao som de pássaros e cigarras.
Na parte cultural, há o Centro Cultural da Juventude Ruth Cardoso, localizado na Avenida Deputado Emílio Carlos, próximo ao Largo do Japonês. Inaugurado em 27 de março de 2006, e sob responsabilidade da Secretaria Municipal de Cultura, é o maior centro público dedicado aos interesses da juventude paulistana. São 8.000 metros quadrados de arquitetura moderna e arejada, reunindo biblioteca, anfiteatro, teatro de arena, sala de projetos, Internet Livre em banda larga, laboratório de idiomas, laboratório de pesquisas, estúdio para gravações musicais, ilhas de edição de vídeo e de áudio, ateliê de artes plásticas, sala de oficinas e galeria para exposições, além de uma ampla área de convivência.
Na esquina da rua Franklin do Amaral com a Rua Conselheiro Moreira de Barros, ao lado da torre de água da Sabesp, foi criada em 2012 a Fábrica de Cultura Vila Nova Cachoeirinha, sob responsabilidade da Secretaria de Cultura do Estado de São Paulo.

## Principais vias
As avenidas Deputado Emílio Carlos, Parada Pinto, Inajar de Souza e Imirim são as artérias principais da Cachoeirinha, e também para a famosa praça que é conhecida na região como Largo do Japonês, que até então era oficialmente denominada Praça Manuel da Costa Negreiros.
Na Avenida Deputado Emílio Carlos estão: o Hospital de Vila Nova Cachoeirinha, do Estado, e a Maternidade-Escola municipal, pontos referenciais da população, assim como o cemitério municipal e o Centro Cultural da Juventude Ruth Cardoso.
Na Avenida Parada Pinto concentram-se o centro bancário e o comércio, do pequeno bazar até grandes supermercados, como o Andorinha, que também abriu na expansão do seu terreno um shopping, que contém lojas de grandes redes.
Na Avenida Inajar de Souza, a mais nova das vias principais, é onde está o corredor e o terminal de ônibus Cachoeirinha, e principal saída para o centro da capital; inaugurados na gestão de Luiza Erundina, mas que ainda não atendem com eficiência a grande demanda de todas os distritos e municípios próximos.[carece de fontes?]
A Avenida Imirim é outra via eminentemente comercial e principal ligação entre a Cachoeirinha e a Estação Santana da Linha 1 - Azul do Metrô.

## Vista Panorâmica da Região

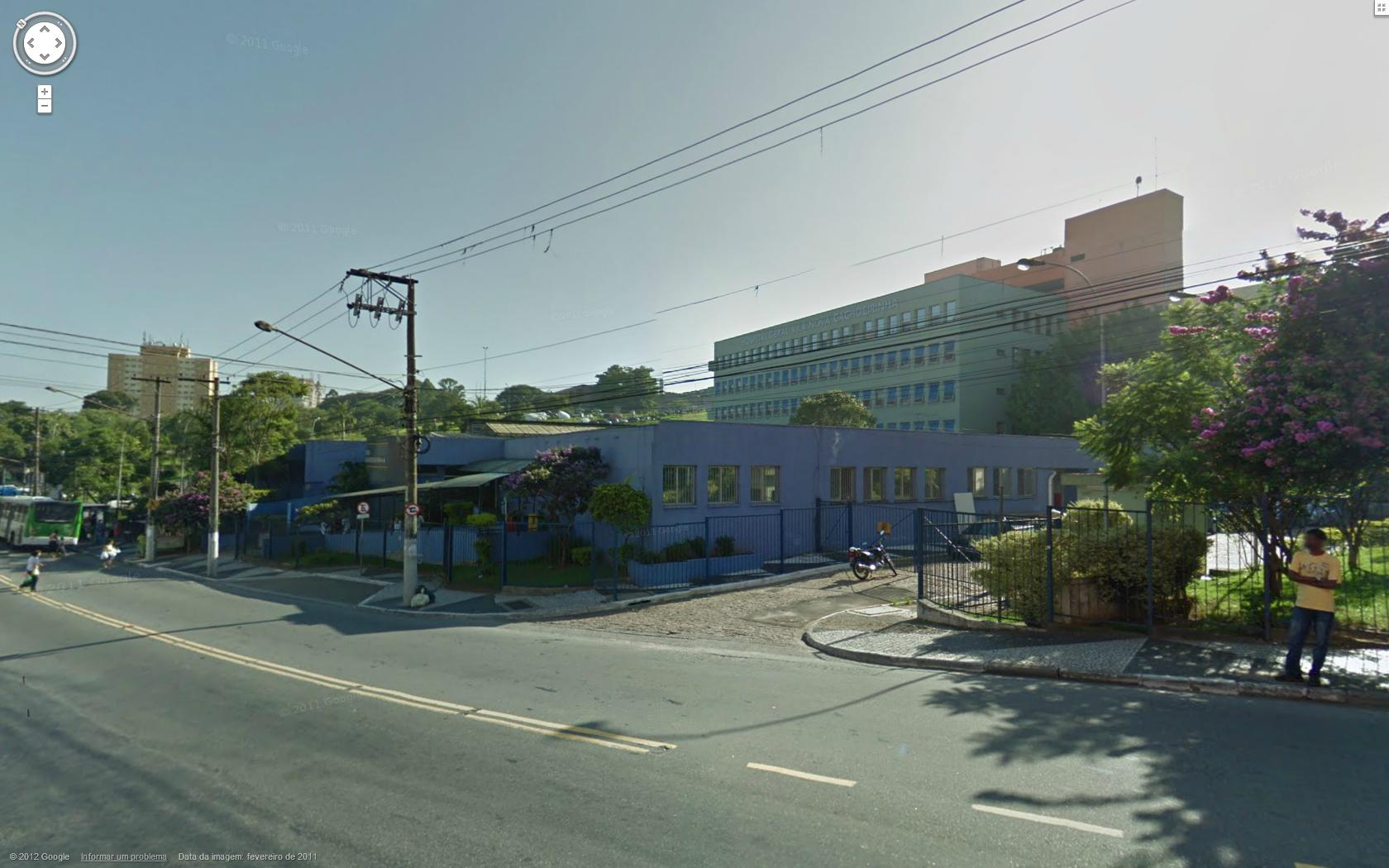
Vista a partir da Brasilândia

## Distritos e municípios limítrofes
- Mairiporã (Norte)
- Caieiras (Noroeste)
- Casa Verde e Limão (Sul)
- Freguesia do Ó (Sudoeste)
- Brasilândia (Oeste)
- Mandaqui (Leste)